# Ethel Leginska
Ethel Leginska est née Ethel Liggins le 13 avril 1886 à Hull (Yorkshire) et décédée à Los Angeles le 26 février 1970 . Elle était pianiste, compositrice et l'une des premières cheffes d'orchestre à diriger de grands orchestres (New York, Boston, Berlin…).

## Biographie
Ethel Leginska, née Liggins, voit le jour à Hull, une ville portuaire du nord de l'Angleterre. Elle reçoit de ses parents, Thomas Liggins et Annie Peck Liggins, les encouragements pour l'étude du piano et une éducation personnalisée. Ethel aux talents précoces, reçoit ses premiers enseignements de son professeur McFarren, et se produit en public dès six ans.

### Pianiste

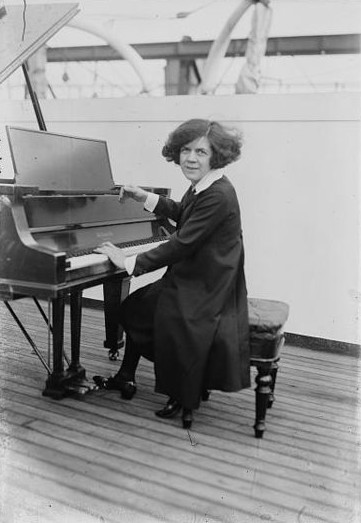
Ethel Leginska.

Grâce au financement de Mary Emma Wilson, femme d'un riche armateur, Ethel peut poursuivre l'étude de l'instrument au Conservatoire Hoch à Francfort, sur le continent (1896-1899). Il est probable que la réputation de Clara Schumann en Angleterre est à l'origine de ce choix pour l'enfant. Elle étudie avec le pianiste néerlandais James Kwast (1852-1927) qui forma rien moins que Hans Pfitzner, Percy Grainger et Otto Klemperer... Elle suit aussi les cours de théorie et d'écriture de Iwan Knorr et Bernhard Sekles.
En 1900, elle poursuit pendant trois ans ses études à Vienne avec le grand Theodor Leschetizky (lui-même élève de Czerny). C'est un professeur connu pour avoir enseigné une incroyable quantité de virtuoses dont on peut citer Paderewski, Brailowsky, Friedman, Elly Ney, Artur Schnabel, Ossip Gabrilovich... Ethel est l'une des rares élèves qui ont suivi l'enseignement de Leschetizky gratuitement.
Elle donne son premier concert au Queen's Hall de Londres à l'âge de seize ans dans le concerto de Henselt, sous la direction de Sir Henry Wood (1902). Ce dernier confie dans ses mémoires My Life of Music (1938) qu'elle était « une pianiste à la force considérable... et une personne sans aucun doute doué d'un talent artistique ».
Elle commence une carrière de concertiste qui la mènera à travers toute l'Europe. Sur les conseils de la chanteuse Maud Warrender, célèbre à l'époque, elle transforme son nom avec une consonance slave, Leginska ; sans doute pour imiter les nombreux virtuoses venus de Pologne ou de Russie et stimuler sa carrière. Elle gardera ensuite ce nom toute sa vie.
En 1907, en Angleterre, elle épouse Roy Emerson Whittern, qui fréquentait la classe de Leschetizky à Vienne (en 1904) et qu'elle revoit à Londres. De cette union nait un enfant unique, Cedric (1908). Son mari managea sa carrière pendant quelques années, mais ils se séparent en 1912 et demandèrent le divorce en 1916. Malgré des garanties de revenus importants et la promesse de l'arrêt de sa carrière de concertiste, Ethel perd l'hébergement de son fils, qui est confié à son père (hiver 1917-18).
Entre 1915 et 1920 elle est confrontée aux problèmes des femmes qui veulent entreprendre une carrière professionnelle. La presse se fait l'écho régulièrement des déboires du divorce par l'intermédiaire d'interviews. En 1916, s'étant coincée un doigt dans une porte, elle en donne les photographies aux rayons X au Musical America, qui en publie une reproduction.
Après une tournée à travers l'Europe couronnée de succès, elle se produit pour la première fois à New York dans un récital solo (Aeolian Hall, 20 janvier 1913). Le New York Herald Tribune la loue en disant d'elle qu'elle est « le Paderewski des pianistes femmes ». Elle est très appréciée du public et se fait remarquer par des innovations, tel qu'un récital Chopin sans entracte. Forte de ses succès, elle décide de s'installer aux États-Unis.

### Compositrice
En plus de sa carrière de concertiste, tout juste âgée de 18 ans, Leginska prend des cours d'harmonie avec Rubin Goldmark dès 1914 ; et à partir de l'été 1918, des leçons de composition avec Ernest Bloch à New York. S'ensuivra une palette de pièces pour piano et pour formation de chambre.
La première œuvre exécutée en public - chose rare pour une femme à l'époque - fut un quatuor à cordes inspiré de quatre textes du poète indien Tagore (Boston, 1921) qui remporte un prix de composition, le Berkshire Chamber Music Festival Competition. Bientôt suivi par un poème symphonique, Beyond the Fields We Know (Au-delà des champs que nous connaissons), titre emprunté au poète Lord Edward Plunkett.

### Chef d'orchestre
Femme à l'esprit pionnier, Leginska se rend à Londres en 1923, pour étudier la direction d'orchestre avec Eugène Goossens, chef du Covent Garden. L'année suivante, elle travaille aussi avec Robert Heger, chef d'orchestre de l'Opéra d'État bavarois de Munich. Au mois de décembre 1924, elle y produit une nouvelle composition, sa suite pour orchestre Quatre sujets barbares.
Puis grâce aux contacts qu'elle avait établis lors de sa carrière de pianiste, elle peut diriger en échange d'un concerto au programme, à Paris (Orchestre du Conservatoire), Londres (London Symphony) et Berlin (Berliner philharmoniker), orchestres uniquement composés d'hommes. C'est la première fois qu'une femme dirige des orchestres si importants. Sa carrière de chef invité commence ; elle brise l'idée reçue du chef d'orchestre travail pour homme.
Le 29 février 1924, le grand chef Pierre Monteux dirige à Boston la création de ses Two short pieces pour orchestre.
En 1925 elle est la première femme à diriger l'Orchestre symphonique de New York au Carnegie Hall (9 janvier). Le public est conquis, mais la presse, sceptique, est moins enthousiaste. L'été suivant elle conduit aussi le Boston People's Symphony Orchestra, l'orchestre de Cleveland et le Hollywood Bowl devant 30 000 personnes. En 1926, elle dirige à New York puis St. Louis.
Elle est sans doute la première femme a diriger des orchestres de cette importance, mais ce n'est pas la première chef d'orchestre de l'histoire. Dès 1888 Caroline B. Nichols, avait fondé le Boston Lady Fadette Orchestra qui fut dissous en 1920 et il y eut aussi Emma Roberto Steiner qui dirigeait une compagnie d'opéra à la fin du XIXe siècle.
Installée à Boston, pour les saisons 1925-1926 - comme une première fois à Londres en 1909 - Leginska souffre d'une dépression nerveuse. Elle doit gérer son travail de pianiste, la préparation des concerts qu'elle dirige, de nouveaux engagements. Surchargée de travail, surmenée, elle ressent des absences, des pertes de mémoire qui lui font manquer au dernier moment un certain nombre de concerts. À New York elle abandonne 1 500 auditeurs (26 janvier 1925), et près de 4 000 à Evansville (Indiana, 20 janvier 1926)… Après consultation de médecins, elle décide d'arrêter sa carrière de concertiste pour se consacrer essentiellement à la direction et à la composition.
Pour des saisons 1927-1929, elle dirige le Womans Symphonie orchestra de Chicago, fondé en 1924. Au cours de cette période elle travaille encore la direction avec Gennaro Papi à Chicago (1927).
En décembre 1928, elle fonde et dirige le Boston English Opera Company dans le Rigoletto de Verdi au Boston Opera House, mais aussi Carmen, Madame Butterfly et Cavalleria Rusticana dans des versions données en anglais.
Elle dirige le Boston Philharmonic Orchestra, et fonde et dirige le Women's Symphony Orchestra quatre saisons, jusqu'à sa dissolution en 1930. Deux tournées à travers l'est du pays sont organisées en 1928 et 1929. Composé de 65 femmes, l'orchestre joue souvent des œuvres de compositrice. La presse de certaines villes tourne en dérision leur venue, mais le public, parfois venu de loin, est convaincu que les instrumentistes et la femme chef d'orchestre sont à la hauteur du répertoire.
En 1931 Leginska dirige le Boccaccio, opérette de von Suppé à Broadway (en version anglaise) et l'année suivante, toujours à New York, elle fonde un second orchestre de femmes, le National Women's Symphony Orchestra chargé de démontrer les qualités de musiciennes des femmes et d'en favoriser l'intégration dans les plus grands orchestres. L'orchestre se produit pour la première fois au Carnegie Hall le 12 mars 1932.
Pour la saison 1932-1933 Leginska est invitée par l'opéra de Montréal. Elle y produit Eugene Onegine, Tosca,
Rigoletto, Louise, Thaïs et Werther. Son répertoire d'opéra comprend en outre, Madame Butterfly et Carmen. Elle dirigera aussi à Londres, Salzbourg, Boston et New York.
Dans ces années elle est aussi invitée à interpréter la neuvième symphonie de Beethoven avec les orchestres de La Havane et Dallas (1933).
En novembre 1935 elle dirige la création de son opéra Gale, the Haunting (Gale, la hantise) à Chicago avec dans le rôle-titre John Charles Thomas.

### Professeur
Après 1935, les opportunités de diriger semblent diminuer. L'attraction de la nouveauté a disparu, Ethel a pris de l'âge et les engagements importants ne se présentent plus. En 1938, elle vit à Londres et Paris où elle enseigne, avant de s'installer définitivement à Los Angeles en 1939.
Elle y travaille comme professeur de piano et jouit d'une notable réputation d'enseignante. Parmi ses élèves on trouve James Fields, Daniel Pollack et Bruce Sutherland.

Dans un ouvrage d'Harriette Brower, Piano Mastery: Talks with Master Pianists and Teachers paru en 1915, Leginska confie son art : 

« Je crois en la liberté absolue dans toutes les parties du bras, de l'épaule jusqu'au bout des doigts. La rigidité me semble la chose la plus répréhensible pour jouer du piano, qui est le défaut le plus commun de toutes sortes d'interprètes. »

Pendant la guerre, en 1943, elle crée, avec Mary Holloway, une agence de concerts, le New Ventures in Music dont le slogan est en français : Place aux jeunes !. Elle organise des concerts avec orchestre, le Little Symphony Orchestra, où ses élèves se produisent et où, bien sûr, elle dirige. Grâce au soutien de nombreuses personnalités du monde musical, ses concerts ont un grand succès. Elle fait jouer les deux cahiers du Clavier bien tempéré, l'intégrale des sonates et variations de Beethoven, puis l'œuvre de Chopin et Schumann et promeut ses jeunes virtuoses.
En 1957 à Los Angeles, elle donne la première de son opéra The Rose and the Ring, écrit bien antérieurement, en 1932.
Ethel Leginska meurt à Los Angeles d'une attaque cérébrale le 26 février 1970, âgée de 83 ans.

## Enregistrements
En 2002, la critique a salué la parution de ses enregistrements pour Columbia effectués dans les années 1920, considérant qu'ils « révèlent un esprit musical supérieur, couplé à une technique infaillible. »
- Ethel Leginska, The Complete Columbia Masters : Schubert, Quatre Impromptus opus 142[11], Six Moments musicaux opus 94[12], Marche militaire D 773[13], Chopin, Polonaise opus 40 no 1, Prélude opus 28 no 15[14], Rachmaninoff, Prélude opus 23 no 5 & opus 3 no 2[15], Liszt, Rhapsodie Hongroise no 8 S244/R106[15] (1926-1928, Ivory Classics 72002)

Sur la foi du livret du disque Ivory, il y aurait un certain nombre d'enregistrements perdus de ses propres œuvres : Cradle Song et Dance of a Puppet. Souhaitons qu'ils soient retrouvés un jour...
Rouleaux piano Rolls
- Pour Artrio-Angelus Classical Reproducing Rolls
  1. Beethoven, Rondo à capriccio, op. 129
  2. Chaminade, Automne, op. 35 no 2
  3. Chaminade, Air de ballet, op. 41
  4. Chaminade, Romance sans paroles, op. 76 no 2
  5. Chopin, Valse en la bémol, op. 34 no 1
  6. Chopin, Nocturne en ut, op. 48 no 1
  7. Chopin, Prélude en ré, op. 28 no 24
  8. Donizetti, Sextette extr. l'opera Lucia di Lammermoor
  9. Godard, Mazurka no 2, op. 54
  10. Granados, Danza Española Villanesca en sol, op. 37 no 4
  11. Leginska, Moment Musical, op. 5 no 1
  12. Leschetizky, Les deux alouettes, op. 2 no 1
  13. Leschetizky, Souvenirs d’Italie, op. 39 no 1 à 6
  14. Liszt, Rhapsodie Hongroise no 8 en fa dièse Capriccio
  15. Liszt, Rhapsodie Hongroise no 2 en ut dièse mineur
  16. Nevin, Water Scenes, op. 13 ,° 4 Narcissus
  17. Macdowell, Sea Pieces, op. 55 no 5 Song
  18. Moszkowski, Valse, op. 34, No. 1, Ab
  19. Moszkowski, La jongleuse op. 52 no 4
  20. Moszkowski, Guitarre, op. 45 no 2
  21. Paderewski, Nocturne en si bémol, op. 16 no 4
  22. A. Rubinstein, Kamennoi-Ostrow, op. 10 no 22, en fa dièse Rêve angelique
  23. A. Rubinstein, Barcarolle no 1, op. 30 no 1
  24. Seeling, The Lorelei, op. 2
  25. Sieveking, Valse lente, op. 10
  26. Tchaikovsky, Les mois, op. 37a no 6 Juin (Barcarolle)
  27. Verdi-Liszt, Paraphrase sur les thèmes de l'opéra Rigoletto
  28. Wagner-Liszt, Liebestod de l'opéra Tristan und Isolde
- Duo Art, The Aeolian Company
  1. Schumann, Rêverie (no 5586)
  2. Chopin, Ballade en sol mineur (no 5644)

## Œuvres
L'œuvre de Ethel Leginska est relativement réduite. L'essentiel du nombre étant constitué de pièces pour piano et de mélodies, il se détache pourtant des œuvres pour orchestre et deux opéras.

### Piano
- The Gargoyles of Notre Dame (1920, éd. Composer's Music Corporation 1922)
- Scherzo after Tagore (1920, éd. Composer's Music Corporation 1922)
- At Night
- Cradle Song (1922)
- Dance of a Little Clown
- Dance of a Puppet (1924)
- Three Victorian Portraits, suite en trois mouvements
  1. Nostalgic Waltz
  2. A Dirge
  3. Heroic Impromptu

### Musique de chambre
- Quatuor à cordes, d'après quatre poèmes de Tagore (création Boston, 25 avril 1921)
- From a Life, pour 13 instruments (création New York 9 janvier 1922)
  1. Allegro energico
  2. Lento dolentissimo
  3. Vivace
- Triptych, pour 11 instruments solo (création Chicago 29 janvier 1928)

### Avec orchestre
- Beyond the Fields We Know, Poème symphonique (création New York 12 février 1922)
- Quatre sujets barbares Suite pour orchestre, d'après Paul Gauguin, (création Munich 13 décembre 1924)
- Two Short pieces pour orchestre (création Boston 29 février 1924 par Pierre Monteux)
- Fantasie pour piano et orchestre (1925, création New York 3 janvier 1926)

### Mélodies
- Kalte
- I Have a Rendezvous With Death
- Sorrow
- Quatre mélodies (1919, éd. Schirmer)
  1. At Dawn, texte de Arthur Symons.
  2. Bird Voices of Spring, texte de C.S. Whittern
  3. The Frozen Heart, texte de Otto Julius Bierbaum (trad. anglaise de Frederick H. Martens)
  4. The Gallows Tree, sur le texte d'une vieille ballade
- In a Garden, pour voix grave, médium et aiguë, musique et paroles de Ethel Leginska (1928, éd. Associated Music Publishers Inc.)
- Six Nursery Rhymes, pour soprano ad lib. et piano ou orchestre de chambre (1925)
  1. Jack and Jill
  2. Three Mice
  3. Sleepe Baby Sleep
  4. Georgy Porgy
  5. Little Boy Blue
  6. Old King Cole

### Opéra
- Gale, the Haunting, opéra en un acte (création Chicago 23 novembre 1935, reprise Los Angeles)
- The Rose and the Ring opéra (1932, création Los Angeles 23 février 1957)
- Joan of Arc (création Los Angeles 10 mai 1969)